# 중화인민공화국에서 차단된 위키백과의 문서들
중화인민공화국 정부에서는 자국 문제와 직결되어 있는 민감한 위키백과의 문서를 차단하고 있는데 처음에는 위키백과 전체를 차단하였으나 지금은 중국어 위키백과를 완전히 차단한 상태다.

## 차단된 문서들

### 중국어 위키백과
- 제14대 달라이 라마
- 금순공정
- 딩쯔린: 텐안먼 어머니회의 대표
- 시진핑: 중국의 제7대 주석
- 완리
- 에스페란토: 루도비코 라자로 자멘호프가 창제한 국제공용어
- 장더장: 중국의 정치인
- 중국 민주당: 중국의 민주당파 정당이나, 중국 공산당에 대한 반대로 강제 해산당한 정당.
- 중화인민공화국에서 차단된 웹사이트 목록
- 홍콩 민주당

### 영어 위키백과
- 08 헌장: 중국의 인권선언
- 달라이 라마
- 무명의 반역자
- 인터넷 검열
- 천광청: 중국의 인권운동가, 변호사
- 홍콩: 중국의 특별행정구